# 吹田愰
吹田 愰（ふきだ あきら、1927年〈昭和2年〉2月1日 - 2017年〈平成29年〉6月19日）は、日本の政治家。
衆議院議員（6期）、自治大臣（第41代）、国家公安委員会委員長（第51代）、山口県議会議員（4期）、山口県議会議長、山口県熊毛郡城南村長、田布施町長を歴任した。
衆議院議員の西村康稔は娘婿。

## 来歴・人物
山口県熊毛郡城南村（現：田布施町）生まれ。旧制柳井商業学校中退後、甲種飛行予科練習生防府海軍通信学校に入隊した。終戦後は城南村の青年団長を勤め、1948年（昭和23年）ごろにA級戦犯として郷里に戻った岸信介に講演を依頼した。これをきっかけに岸との交流を深め、また、敗戦後の岸の政界復帰に尽力した。
1952年（昭和27年）、岸より選挙資金の提供を受けて25歳で城南村長に当選した。吹田は岸の弟の佐藤栄作が衆院選に立候補してからは当初は佐藤を支援したが、岸の出馬に際して岸を支援するため佐藤に断りを入れている。1955年（昭和30年）、新設合併に伴い田布施町長選に出馬して当選し、田布施町長を3期務める。その後山口県議会議員選挙に転じ、県議会議長も務めた。県議時代も一貫して岸に師事し、岸の引退に際しては後継指名を受ける。
1979年（昭和54年）、第35回衆議院議員総選挙に旧山口県第2区から自由民主党公認で立候補し、当選（当選同期に佐藤信二・保利耕輔・畑英次郎・麻生太郎・岸田文武・白川勝彦・丹羽雄哉・亀井静香・宮下創平・船田元など）。岸派の流れを汲む清和政策研究会に所属し、岸の娘婿である安倍晋太郎の首相就任に執念を燃やした（しかし、安倍は首相就任が叶わないまま病没）。1990年（平成2年）、第2次海部改造内閣で自治大臣兼国家公安委員会委員長として初入閣した。
安倍晋太郎の死後、安倍派では派閥後継者を巡って三塚博と加藤六月が熾烈な主導権争いを繰り広げ（三六戦争）、1991年（平成3年）6月に三塚が会長に就任して三塚派に代替わりし、加藤は除名される。加藤を領袖にすべく、多数派工作に奔走していた吹田は三塚派を退会し、田名部匡省、倉田寛之、山岡賢次らと政眞会（加藤グループ）を結成する。1993年（平成5年）の第40回衆議院議員総選挙では、自民党に党籍を残しながら無所属で出馬し、当選。その後自民党を離党し、1994年（平成6年）に新生党に入党。同年12月の新進党結党にも参加する。
衆議院議員任期途中の1996年（平成8年）、同年8月4日執行の山口県知事選挙に非自民勢力の支援を受けて立候補（告示日の同年7月18日付で公職選挙法の規定により衆議院議員を退職（自動失職））するも、自民党山口県連の推薦を受けた二井関成に敗れた。元自治官僚の二井は、同じ自治省出身の平井龍山口県知事の下、5期20年にわたる平井県政で要職を歴任していたが、6期目の立候補を模索する平井の意向に背いて二井が立候補したため、平井は自民党員でありながら吹田を支持。野中広務自民党幹事長代理も党本部による二井の推薦に反対したため県連の推薦に留まったが、清和政策研究会の塩川正十郎自由民主党総務会長や安倍晋三（安倍晋太郎の次男）、河村建夫らは二井を支援した。知事選落選後は自民党に復党し、2000年（平成12年）の第42回衆議院議員総選挙に比例中国ブロック単独で立候補したが国政復帰は果たせず、政界から引退した。2013年（平成25年）の第23回参議院議員通常選挙では自民党の北村経夫を支援した。
娘婿は自由民主党衆議院議員の西村康稔。
政界には吹田の秘書経験者が多く、結束は吹田の引退後も強い。主な元秘書には山口県岩国市長で元衆議院議員の福田良彦や、山口県議会議員の守田宗治、山口市議会議員の俵田祐児らがいる。
1972年（昭和47年）3月28日から45年間に渡り、山口土地改良事業団体連合会の会長を務めていた。
2017年（平成29年）6月19日、肺炎により東京都千代田区の病院で死去した。90歳没。

## 栄典
- 勲一等瑞宝章（2000年【平成12年】）[13]
- 田布施町名誉町民（2015年【平成27年】）[14]

## 著書
- 『未来に翔ける : 政策現場からのレポート』出版開発社、1986年。ISBN 4879680206。